# Списак птица Србије
Списак врста птица забележених у Србији (Авифауна) обухвата укупно 376 врста, од којих су две алохтона врста коју је у Србију увео човек. Списак је подложан променама и биће коригован када се у Србији појави нова врста.
Списак не садржи врсте птица које су побегле из заточеништва, а које се могу наћи у природном окружењу. Ове птице су врло често егзотичне врсте, а њихово присуство у новом окружењу може имати различите утицаје на локалне екосистеме, дивље животиње, па чак и пољопривреду.
Таксономски третман ове листе (ознака и редослед редова, породица и врста) и номенклатура (уобичајена и научна имена) прате конвенције из Клементсове контролне листе птица света, издање из 2022. године. Породица на почетку сваког наслова одражава ту таксономију, као и број врста који се налази у свакој породици. У укупном број врста за Србију налазе се алохтоне унете врсте, као и врсте које се спорадично и ретко појављују, као случајне.
За квалитетније сагледавање овог списка следеће ознаке су коришћене за истицање неколико категорија, али не спадају све врсте птица у једну од ових категорија. Оне које то не чине су уобичајене аутохтоне врсте:
- (А) Случајна врста - врста која се ретко или случајно јавља у Србији
- (I) Унета или алохтона врста - врста унета у Србију као последица, директна или индиректна, људских деловања
- (Ex) Истребљена врста - врста која се више не јавља у Србији иако популације постоје на другим местима

## Пловке
Ред:    Породица: Anatidae
Породица Anatidae обухвата патке, као и већину птица водених станишта сличних паткама, као што су гуске и лабудови. Ове птице су прилагођене животу на води, са пловним кожицама на стопалима, спљоштеним кљуновима, а перје им је заштићено масноћом коју излучује жлезда смештена покрај репа. У Србији ово је једна од најбројнијих породица.
- Снежна гуска, Anser caerulescens (A)[4]
- Дивља гуска, Anser anser[4]
- Лисаста гуска, Anser albifrons[5]
- Мала лисаста гуска, Anser erythropus (A)[6]
- Тајганска гуска глоговњача, Anser fabalis (A)[5]
- Тундранска гуска глоговњача, Anser serrirostris (А)[5]
- Краткокљуна гуска, Anser brachyrhynchus (A)[5]
- Гриваста гуска, Branta bernicla (A)[7]
- Белолика гуска, Branta leucopsis (A)[7]
- Канадска гуска, Branta canadensis (I)[4]
- Гуска црвеновољка, Branta ruficollis[7]
- Лабуд грбац, Cygnus olor[8]
- Мали лабуд, Cygnus columbianus [9]
- Велики лабуд Cygnus cygnus[9]
- Нилска гуска, Alopochen aegyptiacus (A)[10]
- Златокрила утва, Tadorna ferruginea (A)[11]
- Шарена утва, Tadorna tadorna[11]
- Патка каролинка, Aix sponsa (I)[12]
- Мандаринка, Aix galericulata (A)[12]
- Гроготавац, Spatula querquedula[13]
- Пловка кашикара, Spatula clypeata[14]
- Чегртуша, Mareca strepera[14]
- Звиждара, Mareca penelope[15]
- Патка глувара, Anas platyrhynchos[15]
- Шиљкан, Anas acuta[16]
- Крџа, Anas crecca[16]
- Превез, Netta rufina[12]
- Риђоглава патка, Aythya ferina[17]
- Америчка ћубаста патка, Aythya collaris (A)[18][19]
- Патка њорка, Aythya nyroca[17]
- Ћубаста патка, Aythya fuligula[13]
- Морска црнка, Aythya marila[13]
- Гавка, Somateria mollissima (A)[20]
- Баршунасти турпан, Melanitta fusca[20]
- Црни турпан, Melanitta nigra (A)[20]
- Ледењарка, Clangula hyemalis[6]
- Патка дупљашица, Bucephala clangula[21]
- Мали ронац, Mergellus albellus[21]
- Велики ронац, Mergus merganser[10]
- Средњи ронац, Mergus serrator[10]
- Белоглава патка, Oxyura leucocephala (Ex)[8]

## Фазани
Ред: Galliformes   Породица: Phasianidae
Phasianidae су породица копнених птица. Генерално, то су крупније птице (иако се разликују по величини) и имају широка, релативно кратка крила. Птице које припадају овој породици су јако скривене и понекад их је јако тешко уочити.
- Лештарка, Tetrastes bonasia[22]
- Велики тетреб, Tetrao urogallus (A)[23]
- Рушевац, Lyrurus tetrix (A) (Ex) [23]
- Јаребица, Perdix perdix[22]
- Фазан, Phasianus colchicus (I)[22]
- Препелица, Coturnix coturnix[24]
- Камењарка, Alectoris graeca[24]

## Голубови
Ред: Columbiformes   Породица: Columbidae
Голубови, гугутке и грлице су птице снажног тела са кратким вратовима и кратким танким кљуновима.
- Дивљи/градски голуб, Columba livia[25]
- Голуб дупљаш, Columba oenas[25]
- Голуб гривнаш, Columba palumbus[26]
- Грлица, Streptopelia turtur[26]
- Риђа грлица, Streptopelia orientalis (A)[27]
- Гугутка, Streptopelia decaocto[26]

## Саџе
Ред: Pterocliformes   Породица: Pteroclidae
Саџе имају мале главе и вратове, сличне голубовима, али чврста компактна тела. Имају дуга шиљаста крила, а понекад и репове, и лете брзо и директно. Јата лете до појилишта у зору и сумрак. Ноге су им пернате скроз до прстију.
- Киргиска саџа, Syrrhaptes paradoxus (A)[28]

## Дропље
Ред: Otidiformes   Породица: Otididae
Дропље су велике копнене птице углавном повезане са сувим отвореним пределима и степама Старог света. Они су сваштоједи и гнезде се на земљи. Ходају стабилно на снажним ногама и великим прстима, кљуцајући храну успут. Имају дуга широка крила са „прстима“ на врховима крила и упечатљивим шарама у лету. Многи имају занимљиве приказе парења. У Србији су јако малобројне и налазе се у резерватима и заштићеним подручјима. 2024. године забележени су и први младунци после дугог временског периода.
- Велика дропља, Otis tarda[29]
- Мала дропља, Tetrax tetrax (Ex)[29]

## Кукавице
Ред: Cuculiformes   Породица: Cuculidae
Породица Cuculidae обухвата кукавице и птице тркачице. Ове птице су различитих величина са витким телима, дугим реповима и јаким ногама. Кукавице Старог света паразитирају легла других птица.
- Ћубаста кукавица, Clamator glandarius (A)[30]
- Обична кукавица, Cuculus canorus[30]

## Легњеви
Ред: Caprimulgiformes   Породица: Caprimulgidae
Легњеви су ноћне птице средње величине које се обично гнезде на земљи. Имају дуга крила, кратке ноге и веома кратке кљунове. Већина има мала стопала, која нису од велике користи за ходање, и дугачка шиљата крила. Њихово меко перје је камуфлирано тако да подсећа на кору дрвета или на лишће. Веома су скровите птице у току дана, и потенцијално се могу уочити у предвечерје.
- Легањ, Caprimulgus europaeus[28]

## Чиопе
Ред: Caprimulgiformes   Породица: Apodidae
Чиопе су мале птице које већи део свог живота проводе летећи. Ове птице имају веома кратке ноге и никада се добровољно не спуштају на земљу, већ седе само на вертикалним површинама. Многе чиопе имају дугачка, закривљена крила која подсећају на полумесец или бумеранг. Прелазе огромне раздаљине како би стигле до гнездећих територија.
- Бела чиопа, Apus melba[31]
- Црна чиопа, Apus apus[31]
- Сива чиопа, Apus pallidus[31]

## Барске коке
Ред: Gruiformes   Породица: Rallidae
Барске коке су велика породица малих до средње величине птица којој припадају лиске, барска кокице, барски петловани и барски петлићи. Обично насељавају густу вегетацију у влажним срединама близу језера, мочвара или река. Генерално, то су стидљиве и тајновите птице, што их чини изузетно тешким за посматрање. Већина врста има јаке ноге и дуге прсте који су добро прилагођени меким неравним површинама. Обично имају кратка, заобљена крила и слабо лете.
- Барски петлован, Rallus aquaticus[32]
- Прдавац, Crex crex[32]
- Барски петлић, Porzana porzana[33]
- Барска кокица, Gallinula chloropus[33]
- Лиска, Fulica atra[34]
- Сиви барски петлић, Zapornia parva[33]
- Мали барски петлић, Zapornia pusilla (А)[35]

## Ждралови
Ред: Gruiformes   Породица: Gruidae
Ждралови су велике птице са дугим ногама и дугим вратом. За разлику од сличних птица, као сто су чапље, са којима нису у сродству, ждралови лете са испруженим вратовима, а не вратовима повученим уназад. Већина има сложене и бучне приказе удварања или „плесове“.
- Ждрал, Grus grus[34]

## Ћурликовци
Ред: Charadriiformes   Породица: Burhinidae
Ћурликовци су група углавном тропских мочварних птица из породице Burhinidae. Налазе се широм света у тропској зони, а неке врсте се гнезде и у умереној Европи и Аустралији. То су средње мочварне птице са јаким црним или жуто-црним кљуновима, великим жутим очима и криптичним перјем. Упркос томе што су класификоване као мочварне, већина врста преферира сушна или полусушна станишта. Гнезде се најчече на земљи и потенцијално су угрожене људским пољопривреним деловаљем.
- Ћурликовац, Burhinus oedicnemus[36]

## Сабљарке
Ред: Charadriiformes   Породица: Recurvirostridae
Recurvirostridae су породица великих мочварарних птица, којој припадају сабљарке и властелице. Сабљарке имају дуге ноге и дуге, нагоре закривљене кљунове. Властелице имају изузетно дуге ноге и дуге, танке, равне кљунове.
- Властелица, Himantopus himantopus[37]
- Сабљарка, Recurvirostra avosetta[37]

## Остригари
Ред: Charadriiformes   Породица: Haematopodidae
Остригари су велике и бучне птице сличне шљукарицама, са снажним кљуновима које користе за гњечење или вађење отворених мекушаца попут шкољки.
- Остригар, Haematopus ostralegus[38]

## Жалари
Ред: Charadriiformes   Породица: Charadriidae
Породица Charadriidae обухвата жаларе, зујавце и вивке . То су мале до средње птице са компактним телима, кратким, дебелим вратовима и дугим, обично шиљатим крилима. Налазе се на отвореним просторима широм света, углавном у стаништима близу воде. Хране се у плићацима, имају разноврсну исхрану.
- Сребрни вивак, Pluvialis squatarola[39]
- Златни вивак, Pluvialis apricaria[39]
- Амерички златни вивак, Pluvialis dominica (A)[40]
- Тихоокеански златни вивак, Pluvialis fulva (A)[41]
- Планински зујавац, Eudromias morinellus (A)[42]
- Жалар блатарић, Charadrius hiaticula[42]
- Жалар слепић, Thinornis dubius[43]
- Вивак, Vanellus vanellus[43]
- Степски вивак, Vanellus gregarius (A)[44]
- Белорепи вивак, Vanellus leucurus (A)[45]
- Морски жалар, Anarhynchus alexandrinus (A)[43]

## Шљукарице
Ред: Charadriiformes   Породица: Scolopacidae
Scolopacidae је велика разнолика породица малих до средње величине птица мочварних подручја, укључујући спруднике, шљуке, спрутке, царске шљуке, муљаче, шумске шљуке, и лисконоге . Већина ових врста једе мале бескичмењаке извучене из блата или земље. Варијације у дужини ногу и кљунова омогућавају више врста да се хране у истом станишту, посебно на обали, без директне конкуренције за храну.
- Мала царска шљука Numenius phaeopus[46]
- Танкокљуна царска шљука Numenius tenuirostris (A)[46]
- Велика царска шљука Numenius arquata[47]
- Лапонска муљача, Limosa lapponica (A)[47]
- Муљача, Limosa limosa[48]
- Мала шљука, Lymnocryptes minimus[49]
- Шумска шљука, Scolopax rusticola[50]
- Шљука ливадарка, Gallinago media[50]
- Барска шљука, Gallinago gallinago[49]
- Сива лисконога, Phalaropus fulicarius (A)[51]
- Црвеноврата лисконога, Phalaropus lobatus[51]
- Дугокљуни спрудник, Xenus cinereus (A)[51]
- Полојка, Actitis hypoleucos[51]
- Спрудник пијукавац, Tringa ochropus[52]
- Танкокљуни спрудник, Tringa stagnatilis[53]
- Спрудник мигавац, Tringa glareola[54]
- Црвеноноги спрудник, Tringa totanus[54]
- Црни спрудник, Tringa erythropus[52]
- Кривокљуни спрудник, Tringa nebularia[54]
- Шљука камењарка, Arenaria interpres[48]
- Велика спрутка, Calidris canutus (A)[48]
- Спрудник убојица, Calidris pugnax[55]
- Пљоснокљуна спрутка, Calidris falcinellus[55]
- Риђа спрутка, Calidris ferruginea[56]
- Седа спрутка, Calidris temminckii[56]
- Бела спрутка, Calidris alba[56]
- Црнотрба спрутка, Calidris alpina[57]
- Мала спрутка, Calidris minuta[57]
- Црногруда спрутка, Calidris melanotos (A)[50]

## Зијавци
Ред: Charadriiformes   Породица: Glareolidae
Glareolidae је породица птица из мочвара која обухвата зијавце, које имају кратке ноге, дуга шиљата крила и дуге рачвасте репове, и тркалице, које имају дуге ноге, кратка крила и дуге, шиљате кљунове који се закривљују надоле. Врло ретка пролазница у Србији.
- Плава тркалица, Cursorius cursor (A)[53]
- Зијавац, Glareola pratincola (A)[58]
- Црнокрили зијавац, Glareola nordmanni (A)[58]

## Поморници
Ред: Charadriiformes   Породица: Stercorariidae
Породица Stercorariidae су, генерално, средње до велике птице, обично са сивим или смеђим перјем, често са белим ознакама на крилима. Гнезде се на земљи у умереним и арктичким регионима и мигрирају на велике удаљености. У Србији врло ретке птице, мада су појединачни примерци пријављивани с времена на време.
- Дугорепи поморник, Stercorarius longicaudus (A)[59]
- Краткорепи поморник, Stercorarius parasiticus (A)[60]
- Виторепи поморник, Stercorarius pomarinus (А)[60]

## Галебови
Ред: Charadriiformes   Породица: Laridae
Laridae је породица средњих до великих морских птица, галебова и чигри. Галебови су обично сиви или бели, често са црним ознакама на глави или крилима. Имају снажне, дугачке кљунове и пловне кожицама на стопалима. Чигре су група углавном средњих до великих морских птица, обично са сивим или белим перјем, често са црним ознакама на глави. Већина чигри лови рибу роњењем, али неке хватају инсекте са површине слатке воде. Чигре су генерално дуговечне птице, а за неколико врста се зна да живе преко 30 година. Једна од најбројнијих породица птица у Србији, поготово то важи за галебове.
- Мали галеб, Hydrocoloeus minutus[58]
- Тропрсти галеб, Rissa tridactyla (A)[61]
- Обични галеб, Chroicocephalus ridibundus[61]
- Велики црноглави галеб, Ichthyaetus ichthyaetus (A)[62]
- Црноглави галеб, Ichthyaetus melanocephalus[62]
- Сиви галеб, Larus canus[63]
- Сињи галеб, Larus cachinnans[64]
- Сребрнасти галеб, Larus argentatus[65]
- Морски галеб, Larus michahellis[63]
- Црни галеб, Larus marinus[64]
- Мрки галеб, Larus fuscus[63]
- Мала чигра, Sternula albifrons[66]
- Дебелокљуна чигра Gelochelidon nilotica[66]
- Велика чигра, Hydroprogne caspia[67]
- Белобрка чигра, Chlidonias hybrida[67]
- Црна чигра, Chlidonias niger[68]
- Белокрила чигра, Chlidonias leucopterus[68]
- Обична чигра, Sterna hirundo[59]
- Дугокљуна чигра, Thalasseus sandvicensis (A)[69]

## Фламинзи
Ред: Phoenicopteriformes   Породица: Phoenicopteridae
Phoenicopteridae су друштвене птице мочварице, 0.9 - 1.5м високе, налазе се и на западној и на источној хемисфери. Фламингоси се хране филтрирањем шкољки и алги. Њихови необично обликовани кљунови су посебно прилагођени да одвајају блато и муљ од хране коју конзумирају и, јединствено, користе се обрнуто.
- Пламенац, Phoenicopterus roseus (А)[70]

## Гњурци
Ред: Podicipediformes   Породица: Podicipedidae
Podicipedidae су слатководне птице ронилице, и могу бити мање до средње величине. Имају задебљане прсте и одлични су пливачи и рониоци. Међутим, стопала су им постављена на задњем делу тела, што их чини прилично неспретним на копну.
- Мали гњурац, Tachybaptus ruficollis[71]
- Ушати гњурац, Podiceps auritus[72]
- Црвеноврати гњурац, Podiceps grisegena[71]
- Ћубасти гњурац, Podiceps cristatus[72]
- Црноврати гњурац, Podiceps nigricollis[70]

## Норови
Ред: Gaviiformes   Породица: Gaviidae
Гњурци су породица рониоца и водених птица које се налазе у многим деловима Северне Америке и северне Европе. Величине су велике патке или мале гуске, на које донекле подсећају када пливају, али са којима нису уопште повезани.
- Риђогрли морски гњурац, Gavia stellata[73]
- Црногрли морски гњурац, Gavia arctica[73]
- Велики морски гњурац, Gavia immer (A)[74]
- Жутокљуни морски гњурац, Gavia adamsii (A)[75]

## Роде
Ред: Ciconiiformes   Породица: Ciconiidae
Роде су велике, дугих ногу, дуговрате, мочварне птица са дугим, снажним кљуновима. Роде су неме, али је звецкање кљуном важан начин комуникације у гнезду и током гнездећег периода. Њихова гнезда могу бити велика и могу се поново користити дуги низ година. Многе врсте су миграторне. У Србији се постављју платформе на бандерама, на којима роде праве гнезда.
- Црна рода, Ciconia nigra[76]
- Бела рода, Ciconia ciconia[76]

## Корморани
Ред: Suliformes   Породица: Phalacrocoracidae
Phalacrocoracidae је породица средњих до великих приобалних морских и речних птица које се хране рибом, а која укључује и вранце. Боја перја варира, при чему већина има углавном тамно перје, неке врсте су црно-беле, а неколико врста је шарено. Због све већег ширења градова, губе своја природна станишта, па су потенцијално угрожене врсте.
- Мали вранац, Microcarbo pygmeus[77]
- Велики вранац, Phalacrocorax carbo[36]

## Ражњеви
Ред: Pelecaniformes   Породица: Threskiornithidae
Threskiornithidae је породица великих копнених и мочварних птица којој припадају ибиси и кашичари. Имају дуга, широка крила са 11 примарних и око 20 секундарних пера. Снажни су летачи и упркос својој величини и тежини, веома су способни за једрење.
- Ражањ, Plegadis falcinellus[78]
- Кашичар, Platalea leucorodia[79]

## Чапље
Ред: Pelecaniformes   Породица: Ardeidae
Породица Ardeidae обухвата чапљице, чапље и беле чапље . Чапље и беле чапље су средње до велике птице мочварице са дугим вратовима и ногама, док чапљице обично имају краћи врат и опрезнији су. Чланови породице Ardeidae лете са увученим вратовима, за разлику од других птица са дугим вратом као што су роде, ибиси и кашичари који лете са испруженим вратом.Често се гнезде у колонијама.
- Водени бик, Botaurus stellaris[78]
- Чапљица, Botaurus minutus[80]
- Гак, Nycticorax nycticorax[80]
- Мала бела чапља, Egretta garzetta[81]
- Жута чапља, Ardeola ralloides[82]
- Чапља говедарка, Ardea ibis[82]
- Велика бела чапља, Ardea alba[81]
- Сива чапља, Ardea cinerea[83]
- Црвена чапља, Ardea purpurea[83]

## Пеликани
Ред: Pelecaniformes   Породица: Pelecanidae
Пеликани су велике водене птице са карактеристичном торбицом испод кљуна. Као и код осталих чланова реда Pelecaniformes, имају пловне кожице на стопалима.
- Ружичасти несит, Pelecanus onocrotalus (A)[77]
- Кудрави несит, Pelecanus crispus (A)[84]

## Рибари
Ред: Accipitriformes   Породица: Pandionidae
Породица Pandionidae садржи само једну врсту, орла рибара. Орао рибар је средње велика грабљивица, специјализована за рибу, распрострањена широм света. Лети и лови изнад река и рибњака.
- Орао рибар, Pandion haliaetus[85]

## Орлови и јастербови
Accipitridae је породица птица грабљивица, којој припадају јастребови, орлови, луње, еје и лешинари Старог света. Ове птице имају снажне кукасте кљунове за кидање меса са плена, снажне ноге, снажне канџе и оштар вид. Чистачи природе, пошто лове штеточине, али се хране и лешевима других животиња. 
Ред: Accipitriformes   Породица: Accipitridae
- Брадан, Gypaetus barbatus (A) (Ex)[86]
- Бела кања, Neophron percnopterus (A)[87]
- Осичар, Pernis apivorus[86]
- Црни стрвинар, Aegypius monachus (A)[88]
- Белоглави суп, Gyps fulvus[87]
- Змијар, Circaetus gallicus[87]
- Орао кликташ, Clanga pomarina[88]
- Црни орао, Clanga clanga[89]
- Патуљасти орао, Hieraaetus pennatus[90]
- Орао крсташ, Aquila heliaca[89]
- Сури орао, Aquila chrysaetos[91]
- Пругасти орао, Aquila fasciata (A)[91]
- Краткопрсти кобац, Tachyspiza brevipes[92]
- Кобац, Accipiter nisus[92]
- Обични јастреб, Astur gentilis[93]
- Eја мочварица, Circus aeruginosus[90]
- Пољска еја, Circus cyaneus[94]
- Степска еја, Circus macrourus[94]
- Еја ливадарка, Circus pygargus[94]
- Риђа луња, Milvus milvus[93]
- Црна луња, Milvus migrans[95]
- Белорепан, Haliaeetus albicilla[93]
- Гаћасти мишар, Buteo lagopus[95]
- Мишар, Buteo buteo[96]
- Риђи мишар, Buteo rufinus[96]

## Кукувије
Ред: Strigiformes   Породица: Tytonidae
Кукувије су средње до велике сове са великим главама и карактеристичним лицем у облику срца. Имају дуге јаке ноге са моћним канџама. Као и све сове, кукувије су у лету нечујне.
- Кукувија, Tyto alba[60]

## Сове
Ред: Strigiformes   Породица: Strigidae
Типичне сове су мале до велике, самотне ноћне птице грабљивице. Имају велике очи и уши окренуте напред, кљун попут јастреба и упадљив круг перја око сваког ока који се назива фацијални диск. Врло су скровите птице и није их лако уочити. Изразити ловци, готово нечујни у лету.
- Ћук, Otus scops[97]
- Буљина, Bubo bubo[85]
- Мала сова, Glaucidium passerinum[98]
- Кукумавка, Athene noctua[98]
- Шумска сова, Strix aluco[99]
- Дугорепа сова, Strix uralensis[85]
- Утина, Asio otus[97]
- Ритска сова, Asio flammeus[99]
- Гаћаста кукумавка, Aegolius funereus[97]

## Пупавци
Ред: Bucerotiformes   Породица: Upupidae
Пупавци имају на себи црну, белу и наранџасто-ружичасту боју са великим еректилним крестом на глави. Врло атрактивне птице за посматрање.
- Пупавац, Upupa epops[96]

## Пчеларице
Ред: Coraciiformes   Породица: Meropidae
Пчеларице су група птица врапчарки из породице Meropidae. Већина врста се налази у Африци, али друге се јављају у јужној Европи, Мадагаскару, Аустралији и Новој Гвинеји. Карактерише их богато обојено перје, витка тела и обично издужено централно репно перје. Све су шарене и имају дуге надоле постављене кљунове и шиљата крила, што им даје изглед сличан ласти када се гледају из даљине. Лове инсекте у лету и карактеристично се оглашавају. Гнезде се у лесним одсецима у којима издубе рупе које постаје гнездо.
- Пчеларица, Merops apiaster[100]

## Водомари
Ред: Coraciiformes   Породица: Alcedinidae
Водомари су птице средње величине са великим главама у односу на тело, дугим, шиљатим кљуновима, кратким ногама и здепастим реповима.
- Водомар, Alcedo atthis[101]

## Модровране
Ред: Coraciiformes   Породица: Coraciidae
Модровране подсећају на вране по величини и грађи, али су ближе сродници водомарима и пчеларицама . Деле шарени изглед тих група, са преовлађујућим плавим и смеђим нијансама. Два унутрашња предња прста су повезана, али спољашњи прст није. У Србији су готово биле ишчезле, сада је ситуација значајније болја захваљујући постављеним кутијама за гнежђене на бандерама.
- Модроврана, Coracias garrulus[100]

## Детлићи
Order: Piciformes   Family: Picidae
Детлићи су мале до средње птице са кљуновима попут длета, кратким ногама, крутим реповима и дугим језицима које користе за хватање инсеката. Неке врсте имају стопала са два прста окренута напред и два назад, док неколико врста има само три прста. Многи детлићи имају навику да бучно куцају кљуновима по стаблима дрвећа. Гнезде се у шупљинама дрвећа које сами праве својим кљуновима. Присутни у парковима и шумама.
- Вијоглава, Jynx torquilla[101]
- Тропрсти детлић, Picoides tridactylus[102]
- Средњи детлић, Dendrocoptes medius[102]
- Планински детлић, Dendrocopos leucotos[103]
- Велики детлић, Dendrocopos major[104]
- Сеоски детлић, Dendrocopos syriacus[103]
- Мали детлић, Dryobates minor[103]
- Сива жуна, Picus canus[105]
- Зелени жуна, Picus viridis[105]
- Црна жуна, Dryocopus martius[105]

## Соколови
Ред: Falconiformes   Породица: Falconidae
Falconidae је породица дневних птица грабљивица. Разликују се од јастребова, орлова и луња по томе што убијају кљуновима уместо канџама. Одлични су ловци, прилагођени лову како у селима, тако и у градовима.
- Белонокта ветрушка, Falco naumanni[104]
- Ветрушка, Falco tinnunculus[106]
- Сива ветрушка, Falco vespertinus[106]
- Морски соко, Falco eleonorae (А)[107]
- Мали соко, Falco columbarius[106]
- Lastavičar, Falco subbuteo[108]
- Кршки соко, Falco biarmicus (A)[108]
- Степски соко, Falco cherrug[109]
- Сиви соко, Falco peregrinus[109]

## Вуге
Ред: Passeriformes   Породица: Oriolidae
Вуге Старог света су шарене птице врапчарке. Они нису у сродству са вугама из Новог света. Изузетно визуелно атрактивне птице, са карактеристичном и препознатљивом песмом.
- Вуга, Oriolus oriolus[110]

## Сврачци
Ред: Passeriformes   Породица: Laniidae
Сврачци су птице врапчарке познате по својој навици да хватају друге птице и мале животиње и набијају непоједене делове улова на трње. Кљун типичног сврачка је кукаст, попут птице грабљивице. Лако уочљиве птице пошто често осматрају са врха жбуна или дрвета.
- Руси сврaчак, Lanius collurio[111]
- Велики сврачак, Lanius excubitor[110]
- Сиви сврачак, Lanius minor[111]
- Дугорепи сврачак, Lanius nubicus (A)[112]
- Црвеноглави сврачак, Lanius senator[110]

## Вране
Ред: Passeriformes   Породица: Corvidae
Породица Corvidae обухвата вране, гавране, сојке, гаице, свраке и лешњикаре. Corvidae су изнад просечне величине међу врапчарским животињама (Passeriformes), а неке од већих врста показују висок ниво интелигенције.
- Сојка, Garrulus glandarius[113]
- Сврака, Pica pica[113]
- Лешњикара, Nucifraga caryocatactes[114]
- Црвенокљуна галица, Pyrrhocorax pyrrhocorax (A)[114]
- Жутокљуна галица, Pyrrhocorax graculus[115]
- Чавка, Coloeus monedula[115]
- Гачац, Corvus frugilegus[115]
- Сива врана, Corvus cornix[116]
- Гавран, Corvus corax[116]

## Сенице
Ред: Passeriformes   Породица: Paridae
Paridae су углавном мале, здепасте шумске врсте са кратким, снажним кљуновима. Неки имају кресте. То су прилагодљиве птице, са мешовитом исхраном која укључује семенке и инсекте. Присутне у парковима, шумам, али и осталим стаништима где има дрвећа.
- Јелова сеница, Periparus ater[117]
- Ћубаста сеница, Lophophanes cristatus[117]
- Сеница шљиварка, Poecile lugubris[118]
- Сива сеница, Poecile palustris[118]
- Планинска сива сеница, Poecile montanus[117]
- Плава сeница, Cyanistes caeruleus[119]
- Велика сеница, Parus major[119]

## Сенице вуге
Ред: Passeriformes   Породица: Remizidae
Сенице вуге су група малих птица врапчарки сродних правим сеницама. Они су инсектоједи. Није у сродству са сеницама.
- Сеница вуга, Remiz pendulinus[119]

## Шеве
Ред: Passeriformes   Породица: Alaudidae
Шеве су мале копнене птице са често екстравагантним песмама и демонстративним летовима. Већина шева је прилично једнозначног изгледа. Њихова храна су инсекти и семе. Најчешће се налазе на пољима и ливадама.
- Шумска шева, Lullula arborea[120]
- Белокрила шева, Alauda leucoptera (A)[121]
- Пољска шева, Alauda arvensis[120]
- Ћубаста шева, Galerida cristata[122]
- Ушата шева, Eremophila alpestris[120]
- Мала шева, Calandrella brachydactyla[122]
- Велика шева, Melanocorypha calandra[121]
- Танкокљуна мала шева, Alaudala rufescens (А)[122]

## Брбљивице
Ред: Passeriformes   Породица: Panuridae
Ова врста, једина у својој породици, налази се у тршчаним засадима широм умерене Европе и Азије. Често у јатима, карактеристичног оглашавања.
- Брката сеница, Panurus biarmicus[123]

## Шивачице
Ред: Passeriformes   Породица: Cisticolidae
Cisticolidae су грмуше које се углавном налазе у топлијим јужним регионима Старог света. То су генерално веома мале птице сиво-смеђег или сивог изгледа које се налазе на отвореном простору као што су травњаци или жбуње. Подсећају на трстењаке визуелно. У Србији се могу пронаћи на југу.
- Шивачица, Cisticola juncidis (A)[124]

## Трстењаци и вољићи
Ред: Passeriformes   Породица: Acrocephalidae
Чланови ове породице су обично прилично велики за грмуше. Већина је прилично једноставне маслинасто-смеђе боје одозго, са много жуте до беж боје одоздо. Обично се налазе у отвореним шумама, тршћацима или високој трави. Породица се углавном јавља у јужној до западној Евроазији и околини, али се протеже и далеко у Пацифик, са неким врстама у Африци. Карактеристичног оглашавања, у току сезоне парења јако гласни и често врло уочљиви.
- Сиви вољић, Iduna pallida[125]
- Вољић маслинар, Hippolais olivetorum (А)[126]
- Жути вољић, Hippolais icterina[125]
- Источни трстењак, Acrocephalus paludicola (А)[127]
- Шеварски трстењак, Acrocephalus melanopogon[127]
- Трстењак рогожар, Acrocephalus schoenobaenus[128]
- Трстењак млакар, Acrocephalus palustris[128]
- Трстењак цвркутић, Acrocephalus scirpaceus[128]
- Велики трстењак, Acrocephalus arundinaceus[128]

## Цврчићи
Ред: Passeriformes   Породица: Locustellidae
Locustellidae су породица малих инсектоједих птица певачица које се налазе углавном у Евроазији, Африци и региону Аустралије. То су мале птице са реповима који су обично дуги и шиљати, и имају тенденцију да буду сивосмеђи или жућкасти по целом телу. Песма потсећа на цвчање инсеката, по чему су и добили име.
- Цврчић поточар, Locustella fluviatilis[129]
- Обични цврчић, Locustella luscinioides[129]
- Цврчић тршћар, Locustella naevia[129]

## Ласте
Ред: Passeriformes   Породица: Hirundinidae
Породица Hirundinidae је прилагођена исхрани из ваздуха. Имају витко, аеродинамичко тело, дугачка, шиљата крила и кратак кљун са широким отвором. Стопала су прилагођена седењу уместо ходању, а предњи прсти су делимично спојени у основи. Хране се инсектима у лету. Гнезде се у камењу али и у градским срединама.
- Брегуница, Riparia riparia[130]
- Горска ласта, Ptyonoprogne rupestris[130]
- Сеоска ласта, Hirundo rustica[131]
- Градска ласта, Delichon urbicum[131]
- Даурска ласта, Cecropis rufula[131]

## Звиждаци
Ред: Passeriformes   Породица: Phylloscopidae
Звиждаци су породица малих инсектоједних птица које се углавном налазе у Евроазији, а простиру се до Воласеје и Африке. Врсте су различитих величина, често зеленог перја одозго и жутог одоздо, или су пригушеније са сивкастозеленим до сивкасто-смеђим бојама. Скровите, али и радознале птице, карактеристичног оглашавања и песме.
- Шумски звиждак, Phylloscopus sibilatrix[132]
- Горски звиждак, Phylloscopus orientalis (A)[132]
- Шаренокрили азијски звиждак, Phylloscopus inornatus (A)[133]
- Хјумов звиждак, Phylloscopus humei (А)[134]
- Паласов звиждак, Phylloscopus proregulus (A)[133]
- Тамни звиждак, Phylloscopus fuscatus (А)[135]
- Брезов звиждак, Phylloscopus trochilus[125]
- Обични звиждак, Phylloscopus collybita[132]

## Свилорепи цврчићи
Ред: Passeriformes   Породица: Scotocercidae
Чланови ове породице налазе се широм Африке, Азије и Полинезије. Њихова таксономија се стално мења, а неки ауторитети сврставају неке родове у друге породице. Изузетно сковита птица, може се пронаћи на југу Србије.
- Свилорепи цврчић, Cettia cetti[124]

## Дугорепе сенице
Ред: Passeriformes   Породица: Aegithalidae
Дугорепе сенице су група малих птица врапчарки са средње дугим до дугим реповима. Праве плетена гнезда од врећа на дрвећу. Већина једе мешовиту исхрану која укључује инсекте. Врло живахне птице, препознатљиве и по црно белој боји перја.
- Дугорепа сеница, Aegithalos caudatus[121]

## Грмуше
Ред: Passeriformes   Породица: Sylviidae
Породица Sylviidae је група малих инсектоједних птица врапчарки. Углавном се јављају као гнездеће врсте, као што и сам назив имплицира, у Европи, Азији и, у мањој мери, Африци. Већина је генерално неупадљивог изгледа, али многи имају препознатљиве песме. Поједине од наведених врста се и гнезде у Србији.
- Црнокапа грмуша, Sylvia atricapilla[133]
- Сива грмуша, Sylvia borin[133]
- Пиргаста грмуша, Curruca nisoria[137]
- Грмуша чаврљанка, Curruca curruca[138]
- Западна велика грмуша, Curruca hortensis[137]
- Источна велика грмуша, Curruca crassirostris[139]
- Азијска пустињска грмуша, Curruca nana (A)[140]
- Средоземна црноглава грмуша, Curruca melanocephala (A)[137]
- Грмуша црвеновољка, Curruca cantillans[137]
- Обична грмуша, Curruca communis[138]

## Краљићи
Ред: Passeriformes   Породица: Regulidae
Краљићи су мала група птица које се често убрајају у грмуше Старог света, али им се често даје статус породице јер подсећају и на сенице .
- Краљић, Regulus regulus[123]
- Ватроглави краљић, Regulus ignicapillus[141]

## Пузгавци
Ред: Passeriformes   Породица: Tichodromidae
Пузгавац је мала птица сродна породици бргљеза, која има изразито гримизно сиво и црно перје.
- Пузгавац, Tichodroma muraria[142]

## Бргљези
Ред: Passeriformes   Породица: Sittidae
Брљези су мале шумске птице. Имају необичну способност да се силазе низ дрвеће главом напред, за разлику од других птица које могу само да се пењу навише. Брљези имају велике главе у односу на тело, кратке репове и снажне кљунове.
- Бргљез лончар, Sitta neumayer (A)[142]
- Бргљез, Sitta europaea[142]

## Пузићи
Ред: Passeriformes   Породица: Certhiidae
Пузићи су мале шумске птице, смеђе одозго и беле одоздо. Имају танке, шиљате, надоле закривљене кљунове, које користе за извлачење инсеката из коре дрвета. Имају крута репна пера, попут детлића, која користе да се ослањају на вертикално дрвеће. врсте које се налазе у Србији су врло сличне по изгледу.
- Краткокљуни пузић, Certhia familiaris[143]
- Дугокљуни пузић, Certhia brachydactyla[143]

## Царићи
Ред: Passeriformes   Породица: Troglodytidae
Царићи су углавном мали и неупадљиви, осим по гласним песмама. Ове птице имају кратка крила и танке кљунове окренуте надоле. Неколико врста често држи репове усправно. Сви су инсектоједи. Скривају се у сувом грању које се налази на земљи.
- Царић, Troglodytes troglodytes[141]

## Воденкоси
Ред: Passeriformes   Породица: Cinclidae
Водонекоси су група птица чије станиште укључује водена окружења у Америци, Европи и Азији. Име су добили по покретима њихања или спуштања. Лове у потоцима тако што зарањају испод површине воде.
- Воденкос, Cinclus cinclus[144]

## Чворци
Ред: Passeriformes   Породица: Sturnidae
Чворци су мале до средње велике птице врапчарке. Њихов лет је снажан и директан и веома су друштвени. Њихово преферирано станиште је прилично отворена земљиште. Хране се инсектима и воћем. Перје је обично тамно са металним сјајем. Чворци имитирају песме осталих птица, и по овоме су специфична врста птица.
- Чворак, Sturnus vulgaris[145]
- Ружичасти чворак, Pastor roseus[145]

## Дроздови
Ред: Passeriformes   Породица: Turdidae
Дроздови су група птица врапчарки које се углавном јављају у Старом свету. Они су пуначки, меког перја, мали до средње величине, инсектоједи или понекад сваштоједи, често се хране на земљи. Многи имају атрактивне песме. Врло често се могу пронаћи у парковима, где се оглашавају карактеристичним песмама.
- Дрозд имелаш, Turdus viscivorus[146]
- Дрозд певач, Turdus philomelos[146]
- Мали дрозд, Turdus iliacus[146]
- Кос, Turdus merula[147]
- Дрозд боровњак, Turdus pilaris[147]
- Кос огрличар, Turdus torquatus[147]

## Мухарице
Ред: Passeriformes   Породица: Muscicapidae
Мухарице су велика група малих птица врапчарки пореклом из Старог света. Они су углавном инсектоједи. Изглед ових птица је веома разнолик, али углавном имају слабе песме и оштре позиве. У ово породицу спадају црвендаћи, славуји, мухарице, црвенрепке, траварке, белогузе.
- Сива мухарица, Muscicapa striata[148]
- Црвендаћ, Erithacus rubecula[149]
- Велики славуј, Luscinia luscinia[149]
- Мали славуј, Luscinia megarhynchos[149]
- Модровољка, Luscinia svecica[150]
- Сибирска плаворепка, Tarsiger cyanurus (A)[151]
- Мала мухарица, Ficedula parva[152]
- Источна шарена мухарица, Ficedula semitorquata[152]
- Црноврата мухарица, Ficedula hypoleuca[148]
- Беловрата мухарица, Ficedula albicollis[152]
- Обична црвенрепка, Phoenicurus phoenicurus[150]
- Црна црвенрепка, Phoenicurus ochruros[150]
- Кос камењар, Monticola saxatilis[153]
- Модрокос, Monticola solitarius[148]
- Обична траварка, Saxicola rubetra[154]
- Црноглава траварка, Saxicola rubicola[154]
- Сибирска траварка, Saxicola maurus (A)[155]
- Обична белогуза, Oenanthe oenanthe[153]
- Степска белогуза, Oenanthe isabellina (A)[156]
- Источна средоземна белогуза, Oenanthe melanoleuca (A)[153]

## Свилорепе
Ред: Passeriformes   Породица: Bombycillidae
Кугаре су група птица са меким свиленкастим перјем и јединственим црвеним врховима неких пера на крилима. Код боемских и кедрових кугара, ови врхови изгледају као восак за печат и то дају групи име. То су птице северних шума. Лети живе од инсеката, а зими од бобица. Ретка пролазница у Србији, када је на северу изузетно хладно, па се спуштају на југ.
- Кугара, Bombycilla garrulus (А)[118]

## Попићи
Ред: Passeriformes   Породица: Prunellidae
Попићи припадају јединој породици птица, Prunellidae, која је потпуно ендемска за Палеарктик . То су мале, прилично безизражајне врсте, веома сличне врапцима.
- Планински попић, Prunella collaris[157]
- Обични попић, Prunella modularis[157]

## Врапци
Ред: Passeriformes   Породица: Passeridae
Врапци Старог света су мале птице врапчарке. Генерално, врапци су обично мале, пуније, смеђе или сиве птице са кратким реповима и кратким снажним кљуновима. Врапци се хране семеном, али такође конзумирају и мале инсекте. Неки од њих су се прилагодили животу у градовима.
- Врабац покућар, Passer domesticus[144]
- Шпански врабац, Passer hispaniolensis[144]
- Пољски врабац, Passer montanus[158]
- Врабац камењарац, Petronia petronia (А)[158]
- Планински врабац, Montifringilla nivalis (A)[157]

## Плиске
Ред: Passeriformes   Породица: Motacillidae
Motacillidae је породица малих птица врапчарки са средње дугим до дугим реповима. Ту спадају плиске и трептељке. Они су витки, инсектоједи који се хране на отвореном простору.
- Поточна плиска, Motacilla cinerea[159]
- Жута плиска, Motacilla flava[160]
- Žutoglava pliska, Motacilla citreola (A)[160]
- Бела плиска, Motacilla alba[160]
- Ричардова степска трептељка, Anthus richardi (А)[161]
- Степска трептељка, Anthus campestris[159]
- Ливадска трептељка, Anthus pratensis[162]
- Шумска трептељка, Anthus trivialis[162]
- Риђогрла трептељка, Anthus cervinus[162]
- Планинска трептељка, Anthus spinoletta[163]

## Зебе
Ред: Passeriformes   Породица: Fringillidae
Зебе су птице врапчарке које се хране семеном, мале су до средње велике и имају јак кљун, обично коничан, а код неких врста веома велики. Сви имају дванаест репних пера и девет примарних пера. Ове птице имају одскочни лет са наизменичним нападима махања и клизања са затвореним крилима, а већина добро пева. Карактерише их разноврсна исхрана која се састоји од инсеката, семенки и воћа.
- Зеба, Fringilla coelebs[163]
- Северна зеба, Fringilla montifringilla[163]
- Батокљун, Coccothraustes coccothraustes[164]
- Руменка, Carpodacus erythrinus[165]
- Зимовка, Pyrrhula pyrrhula[166]
- Зелентарка, Chloris chloris[167]
- Планиска јуричица, Linaria flavirostris (А)[168]
- Конопљарка, Linaria cannabina[165]
- Јуричица, Acanthis flammea (А)[168]
- Крстокљун, Loxia curvirostra[166]
- Белокрили крстокљун, Loxia leucoptera (A)[166]
- Чешљугар, Carduelis carduelis[168]
- Жутарица, Serinus serinus[167]
- Чижак, Spinus spinus[167]

## Снежне стрнадице
Ред: Passeriformes   Породица: Calcariidae
Calcariidae су група птица врапчарки које су традиционално сврставане са врапцима Новог света, али се разликују у више аспекат, обично се налазе на отвореним травнатим подручјима. Виђене у Србији мали број пута.
- Стрнадица остругашица, Calcarius lapponicus (A)[169]
- Снежна стрнадица, Plectrophenax nivalis (A)[170]

## Стрнадице
Ред: Passeriformes   Породица: Emberizidae
Emberizidae су велика породица птица певачица. Назив рода Emberiza потиче од старовисоконемачке речи Embritz, што значи стрнадица. У свету се препознаје 44 врста Emberizidae, а у Србији је забележено 9 врста и оне све припадају стрнадицама Старог света. Стрнадице Старог света су широко распрострањена група малих птица певачица, углавном обдарених скромним перјем, осим мањег броја са јарко жутим праменовима на грудима или глави. То су птице које једу семење и препознатљиве су по специфично обликованим кљуновима прилагођеним управо таквој врсти хране. Могу се пронаћи у мозаичним пределима и стаништима са отвореним и жбуновитим подручјима
- Црноглава стрнадица, Emberiza melanocephala[171]
- Велика стрнадица, Emberiza calandra[164]
- Стрнадица камењарка, Emberiza cia[172]
- Црногрла стрнадица, Emberiza cirlus[172]
- Стрнадица жутовољка, Emberiza citrinella[172]
- Виноградска стрнадица, Emberiza hortulana[171]
- Барска стрнадица, Emberiza schoeniclus[169]
- Мала стрнадица, Emberiza pusilla (А)[171]
- Шумска стрнадица, Emberiza rustica (А)[173]